# Chì(II) nitrat
Chì(II) nitrat hay nitrat chì(II) là một hợp chất vô cơ có công thức hóa học là Pb(NO3)2. Hợp chất này thường tồn tại dưới dạng tinh thể không màu hoặc bột màu trắng. Không giống như hầu hết các muối chì(II), hợp chất này có thể tan trong nước.
Chì(II) nitrat lần đầu được biết đến từ thời Trung cổ với cái tên plumb dulcis. Quá trình sản xuất chì(II) nitrat từ chì kim loại hoặc chì oxide phản ứng với acid nitric diễn ra với quy mô nhỏ, thường sử dụng để tổng hợp trực tiếp hợp chất chì khác. Trong thế kỷ XIX, chì(II) nitrat bắt đầu được sản xuất số lượng lớn với mục đích thương mại ở Châu Âu và Hoa Kỳ. Trong lịch sử, hợp chất này chủ yếu là sử dụng làm nguyên liệu thô trong sản xuất bột màu sơn chì, tuy nhiên những loại sơn này sau đó đã bị thay thế bởi các loại sơn ít độc hại hơn, có thành phần là titani dioxide. Các ứng dụng công nghiệp khác bao gồm ổn định nhiệt trong nylon và polyester, và làm lớp phủ lên giấy sao chụp dùng nhiệt. Trong những năm 2000 trở lại đây, chì(II) nitrat đã bắt đầu được sử dụng để cyanide hóa vàng trong công nghiệp khai thác khoáng sản.
Chì(II) nitrat là một tác nhân oxy hóa. Đây là chất độc và được Cơ quan Quốc tế Nghiên cứu bệnh Ung thư (International Agency for Research on Cancer - IARC) liệt vào danh sách các chất có thể gây ung thư (nhóm 2A). Do vậy cần phải bảo quản, sử dụng, tuân thủ các biện pháp an toàn nhằm tránh được những mối nguy tiềm tàng như tiếp xúc với da, hít hay nuốt phải. Do tính độc hại này, việc sử dung chì(II) nitrat trong sản xuất luôn phải được giám sát chặt chẽ.

## Lịch sử
Từ thời Trung Cổ, chì(II) nitrat đã được sản xuất như là một nguyên liệu thô để làm bột màu chì, ví dụ như màu vàng chromi (chì(II) chromat), cam chromi (chì(II) hydroxide chromat), và các hợp chất chứa chì tương tự. Những bột màu này được dùng để nhuộm, in lên vải chúc bâu Ai Cập hoặc các vải dệt khác.
Năm 1597, nhà giả kim người Đức Andreas Libavius lần đầu tiên mô tả hợp chất, đặt tên muối là plumb dulcis và calx plumb dulcis, nghĩa là "chì ngọt" ("sweet lead"), xuất phát từ vị ngọt của muối này. Do khi nhiệt phân chì(II) nitrat tạo ra những tiếng nổ lách tách, người ta đã sử dụng nó để làm diêm và chất nổ như chì azide.
Quy trình sản xuất muối khá đơn giản, chỉ cần hòa tan chì vào acid nitric và thu lấy kết tủa. Tuy nhiên trong nhiều thế kỉ, việc sản xuất hóa chất này khá nhỏ lẻ, và cho đến tận năm 1835 mới có báo cáo về việc sản xuất chì(II) nitrat ở quy mô công nghiệp nhằm cung cấp nguyên liệu thô để sản xuất các hợp chất khác của chì. Vào năm 1974, tổng lượng hợp chất của chì mà Mỹ đã sử dụng, kể cả trong bột màu và xăng, là 642 tấn.

## Cấu trúc

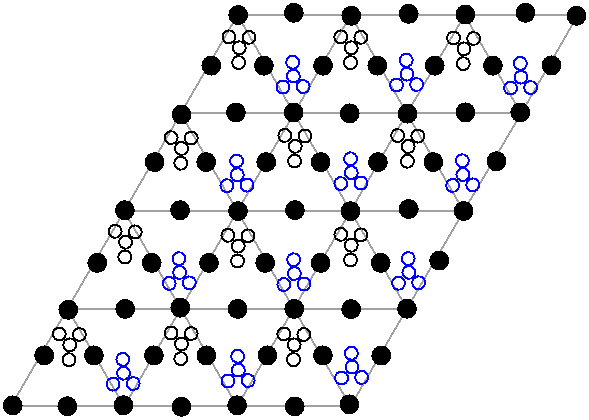
Cấu trúc tinh thể theo mặt phẳng chiếu nguyên tử Pb

Cấu trúc tinh thể rắn của chì(II) nitrat đã được xác định nhờ vào phương pháp nhiễu xạ neutron. Tinh thể của chì ở dạng lập phương diện tâm với nguyên tử Pb nằm ở tâm các mặt của hình lập phương. Cạnh của một tế bào tinh thể là 784 picomet. Nhóm đối xứng không gian (space group) của tinh thể muối là Pa3Z=4 (theo Kí hiệu mạng Bravais).
Ở hình bên, chấm đen là nguyên tử Pb (quy ước được nằm trên một mặt phẳng chiếu), chấm trắng là nhóm nitrat nằm trên mặt phẳng chiếu với khoảng cách là 27 picomet, còn chấm xanh là nhóm nitrat nằm trên mặt phẳng chiếu. Ở cấu hình này, mỗi nguyên tử Pb liên kết với 12 nguyên tử oxy với độ dài liên kết: 281 picomet. Tất cả liên kết N–O đều dài 127 picomet.
Nghiên cứu tinh chất tinh thể đã chỉ ra rằng không có sự tự quay của nhóm nitrat trong mạng lưới tinh thể khi tăng nhiệt độ.

## Điều chế và sản xuất
Điều chế chì(II) nitrat bằng cách hòa tan chì kim loại vào acid nitric:
Pb + 4 HNO3 → Pb(NO3)2 + 2 NO2 + 2 H2O
Hòa tan chì(II) oxide vào acid nitric cũng là phương pháp khá phổ biến:
PbO + 2 HNO3 → Pb(NO3)2 + H2O
Ở 2 cách trên, acid nitric đặc được làm dung môi nhằm mục đích tạo kết tủa chì(II) nitrat (do muối này có độ tan rất thấp trong acid nitric). Sản phẩm là dung dịch chứa các ion nitrat, tinh thể chì(II) nitrat khan.
Trong xử lý acid nitric đối với chất thải có chứa chì (ví dụ: xử lý chất thải chì-bismut ở các nhà máy lọc chì), dung dịch chì(II) nitrat không tinh khiết được hình thành dưới dạng sản phẩm phụ. Dung dịch này được sử dụng trong quá trình cyanide hóa kim loại vàng.

## Phản ứng hóa học
Chì(II) nitrat là hợp chất dễ tan. Chì(II) nitrat dễ dàng hòa tan trong nước tạo ra dung dịch trong suốt, không màu. Chì(II) nitrat là một hợp chất ion, do đó nó phân ly thành các ion khi tan:
Pb(NO3)2 (rắn) → Pb2+ (dd) + 2 NO−
3 (dd)
Phản ứng giữa dung dịch natri hydroxide đặc với dung dịch chì(II) nitrat, tạo ra muối nitrat có tính kiềm, kể cả khi vượt quá điểm tương đương. Khi đến một nửa điểm tương đương, Pb(NO3)2·Pb(OH)2 chiếm ưu thế, và sau điểm một nửa này, Pb(NO3)2·5Pb(OH)2  được hình thành. Pb(OH)2 không được tạo ra ở pH ≥ 12.

### Tạo phức
Trong lĩnh vực hóa học siêu phân tử, chì(II) nitrat được nghiên cứu vì nó liên quan đến phức phối trí. Phần lớn nghiên cứu đều chỉ mang ý nghĩa lý thuyết, tuy nhiên gần đây nghiên cứu cũng chỉ ra những ứng dụng trong vật liệu. Ví dụ, trộn chì(II) nitrat và hợp chất pentaethylene glycol (EO5) trong dung dịch chứa hỗn hợp acetonitrile và methanol, làm bay hơi chậm sẽ tạo ra vật liệu giống pha lê có công thức [Pb(NO3)2(EO5)]. Trong cấu trúc tinh thể, ion chì và nitrat là phối tử. Các ion chì và nhóm EO5 nằm trên mặt phẳng xích đạo, tương tự như cấu trúc của crown ete. Số phối trí là 10, trong đó có 2 phối tử nitrat ở cấu hình trans.

### Oxy hóa và phân hủy
Chì(II) nitrat là một tác nhân oxy hóa. Tùy vào từng phản ứng mà các cation hoặc anion đóng vai trò khác nhau. Ion Pb2+(dd) có thế oxy hóa-khử (E0) = −0,125 V, phản ứng tốt nhất trong dung dịch trung tính. Ion nitrat (trong điều kiện có acid), E0 = +0.956 V, phản ứng ở nhiệt độ cao hoặc điều kiện môi trường có tính acid..
Khi nung nóng, chì(II) nitrat phân hủy thành chì(II) oxide, oxy và nitơ dioxide.
2 Pb(NO3)2 (rắn) → 2 PbO (rắn) + 4 NO2 (khí) + O2 (khí)
Do tính chất này, chì nitrat còn được sử dụng làm pháo hoa.
Chì(II) nitrat cũng được sử dụng để chuẩn độ các ion sulfat. Phản ứng tạo thành chì(II) sulfat kết tủa.

## Tính tan
Chì(II) nitrat tan tốt trong nước nhưng hầu như không tan trong acid nitric.
| Hệ Pb(NO3)2-HNO3-H2O ở điều kiện 26°, 40°, 59.5°, 80 °C. |                                 |                                 |                  |
| Nhiệt độ                                                 | Nồng độ dung dịch bão hòa, Wt.% | Nồng độ dung dịch bão hòa, Wt.% | Khối lượng riêng |
| °C                                                       | Pb(NO3)2                        | HNO3                            | g/L              |
| 26                                                       | 37,41                           | 0                               | 1434             |
| 26                                                       | 24,75                           | 4,93                            | 1253             |
| 26                                                       | 12,22                           | 12,96                           | 1162             |
| 26                                                       | 4,26                            | 25,99                           | 1183             |
| 26                                                       | 0,53                            | 50,26                           | 1266             |
| 26                                                       | 0,06                            | 63,84                           | 1333             |
| 26                                                       | 0,008                           | 71,35                           | 1387             |
|                                                          |                                 |                                 |                  |
| 40                                                       | 42,16                           | 0                               | 1516             |
| 40                                                       | 29,24                           | 4,78                            | 1350             |
| 40                                                       | 16,46                           | 12,23                           | 1224             |
| 40                                                       | 5,86                            | 26,37                           | 1201             |
| 40                                                       | 0,78                            | 48,94                           | 1278             |
| 40                                                       | 0,1                             | 61,98                           | 1345             |
|                                                          |                                 |                                 |                  |
| 59,5                                                     | 33,77                           | 4,04                            | 1443             |
| 59,5                                                     | 20,82                           | 11,39                           | 1284             |
| 59,5                                                     | 1,01                            | 49,08                           | 1268             |
| 59,5                                                     | 0,15                            | 62,4                            | 1323             |
| 59,5                                                     | 0,03                            | 70,54                           | 1360             |
|                                                          |                                 |                                 |                  |
| 80                                                       | 52,45                           | 0                               | 1692             |
| 80                                                       | 43,41                           | 3,92                            | 1528             |
| 80                                                       | 24,52                           | 10,72                           | 1352             |
| 80                                                       | 11,17                           | 25,54                           | 1209             |
| 80                                                       | 1,7                             | 48,55                           | 1233             |
| 80                                                       | 0,25                            | 62,65                           | 1290             |
| 80                                                       | 0,05                            | 70,71                           | 1321             |

## Ứng dụng
Do hợp chất chì(II) nitrat có thể gây nguy hại cho môi trường, để giảm tính độc, phần lớn ứng dụng của muối này đã được thay thế bằng những chất khác. Trong công nghiệp sản xuất sơn, titani dioxide đã thay thế hoàn toàn sơn chì. Các muối kim loại khác đã thay thế muối chì trong công nghiệp sản xuất pháo hoa. Ngày nay, chì(II) nitrat chỉ còn được sử dụng làm chất ổn định nhiệt trong nylon và polieste, chất phủ cho giấy sao chụp dùng nhiệt (photothermographic paper) và làm thuốc diệt chuột.
Ở quy mô phòng thí nghiệm, chì(II) nitrat cung cấp khá thuận tiện chất khí dinitơ tetroxide. Bằng cách làm khô cẩn thận chì(II) nitrat và sau đó nung nóng trong bình thép, phản ứng cho ra sản phẩm là nitơ dioxide. Sản phẩm dime hóa tạo ra dinitơ tetroxide theo cân bằng:
2 NO2 ⇌ N2O4
Trong công nghiệp khai thác khoáng sản, dung dịch chì(II) nitrat được sử dụng để làm tăng hiệu suất xianide hóa vàng kim loại. Mỗi kilogam vàng chỉ cần 10 đến 100 miligam chì(II) nitrat. Tất nhiên cả hai quá trình xianide hóa vàng và dùng hợp chất của chì nêu trên đều rất độc hại tới thiên nhiên và con người.
Trong hóa học hữu cơ, chì(II) nitrat là tác nhân oxy hóa. Trong phản ứng Sommelet, chì(II) nitrat sẽ oxy hóa benzylic halogenide thành aldehyde. Muối chì này còn được dùng trong việc điều chế isothioxianat và dithiocarbamat. Do độc tính, muối này dù đã bị hạn chế nhưng vẫn được dùng để tinh lọc chất, ví dụ rửa muối bromide trong phản ứng thế đơn phân tử (SN1).

## An toàn
Chì(II) nitrat độc, khi nuốt phải có thể dẫn đến ngộ độc chì. Tất cả các hợp chất vô cơ của chì đều được Cơ quan Quốc tế Nghiên cứu bệnh Ung thư (International Agency for Research on Cancer - IARC) liệt vào danh sách các chất có thể gây ung thư cho con người (nhóm 2A). Các nghiên cứu cho rằng, các hợp chất này gây nên ung thư biểu mô thận (renal cell carcinoma) và u não (glioma) khi thí nghiệm trên động vật; ung thư biểu mô thận, não và phổi cho con người. Tuy nhiên khi nghiên cứu thực tế các công nhân làm việc ở môi trường độc hại, ngoài việc họ bị nhiễm chì, họ còn bị nhiễm arsenic.
Khi vào cơ thể động vật và người, chì sẽ chiếm chỗ kẽm trong một số cấu trúc enzyme, bao gồm acid δ-aminolevulinic dehydratase (porphobilinogen synthase) trong dạng hem của hemoglobin và pyrimidine-5′-nucleotidase, một chất quan trọng trong quá trình thuần thục hóa DNA, nguyên nhân gây sảy thai.